# راگنار لوندبرگ
راگنار لوندبرگ (انگلیسی: Ragnar Lundberg؛ ۲۲ سپتامبر ۱۹۲۴ – ۱۰ ژوئیه ۲۰۱۱ (aged 86)) ورزشکار دو و میدانی اهل سوئد بود.
وی در مسابقات کشوری و بین‌المللی در مجموع برندهٔ ۱ مدال طلا، ۲ مدال نقره، ۱ مدال برنز شده‌است.